# Золотоніська сотня
Золотоніська сотня — одна з найстаріших козацьких сотень, адміністративно-територіальна та військова одиниця за часів Гетьманщини. Сотенний центр — містечко Золотоноша.

## Історія
У списках козацької старшини 1638 р. значиться Золотоніський Ференц — отаман Золотоніської сотні Черкаського козацького полку Речі Посполитої. Відтак вже на початку великого повстання весною 1648 р. Золотоніська сотня існувала у складі лівобережної частини Черкаського полку. За «Реєстром» 16 жовтня 1649 р. у ній значилося 167 козаків. Від 1648 р. до 1667 р. сотня входила до Черкаського полку. Сотенний центр: містечко Золотоноша.
Після Андрусівської угоди Золотоніську сотню, як лівобережну, передано під юрисдикцію Московського царства. Сотню було включено до Переяславського полку, у якому сотня знаходилася від 1667 р. і до ліквідації у 1782 р. Територія скасованої сотні стала основою Золотоніського повіту Київського намісництва.

## Сотенна старшина

### Сотники
| - Заєць Остап (1649) - Мурав'єнко Онисим (1660) - Михайло Степанович (1666) - Апостол (1667) - Сербин Войца Станіславович (1672—1675) - Бурмака Тихон (1672, н.) - Побиванець Хилько (1676) - Іванович Корній [Степанович] (1682) - Мирович Іван (1690) - Надточий Трохим Семенович (1690, н.; 1707, н.; 1710—1712) - Третяк Тарас (1691—1703) - Лавренко Фесько (1697, н.) - Шульга Лук'ян (1706—1707) - Третяк Леонтій (1709) | - Конотопець Степан (1712, н.) - Андрющенко Кузьма (1712; 1715; 1718—1719; 1721, н.) - Урсул Василь (1713—1717) - Черушинський Антін (1717—1730) - Бутенко Лесько (1725; 1726; 1729, н.) - Таран Данило (1726, н.) - Василевич Зиновій (1729—1731, н.) - Леонтович Костянтин (1730—1732, н., 1732—1763) - Логвин Кирило (1730; 1732; 1734—1735; 1738, н.) - Михайлов Григорій (1737—1738, н.) - Леонтович Степан Костянтинович (1763—1769) - Козюра Василь (1769—1770) - Лукашевич Яків (1770—1782) |

### Писарі
| - Семеренко Семен (1660) - Тищенко Карпо (1690) - Клопотевич Сидір (1709—1710) - Данило Андрійович (1711—1724) - Яким Михайлович (1717) - Корниловський Данило (1725; 1728—1737; 1740) - Федорович Сидір (1726) - Бусленко Василь (1727—1729) - Дем'яненко Данило (1732) | - Яновський Андрій (1732; 1743—1745) - Синьоок Іван (1737—1738) - Грановський Петро (1737—1739) - Грудницький Григорій Гнатович (1740—1745) - Олексієвич Іван (1745—1748) - Грудницький Федір Гнатович (1750—1754) - Котляревський Матвій (1754—1758) - Муравій Степан (1759—1770) - Джулай Іван (1771—1782). |

### Осавули
- Третяк Іван (1736—1737)
- Ващенко Іван (1737—1752)
- Опеньок Іван (1740)
- Таранець Григорій (1754)
- Носенко Гаврило Григорович (1764)
- Тарановський Іван (1767)
- Кривенко Семен (1774—1775)
- Близнюк Григорій (1775—1782)

### Хорунжі
- Каранда Яків (1731—1737; 1740)
- Шульга Дем'ян (1737—1748)
- Моцюк (1750)
- Шульга Самійло (1752)
- Шульга Яків (1764)
- Гребінський Федір (1767)
- Близнюков Григорій (1771—1774)
- Носенко Яків (1774—1778)
- Носенко Василь (1778—1782).

### Городові отамани
| - Бут Михайло (1660) - Бурмака Тихон (1672) - Надточий Трохим (1690) - Янчій Павло (1691) - Синьоок Андрій (1691) - Яременко Дем'ян (1692) - Михайленко Лазар (1693—1694) - Панченко Фесько (1695) - Лавренко Фесько (1696—1697; 1702—1703) - Шпана Василь (1699—1701) | - Федченко Семен (1707—1709) - Кашпуровський Іван (1710) - Барабаш Карпо (1710, нак.) - Аполенко Степан (1711, н.) - Андрущенко Кузьма (1711; 1713—1715; 1717; 1721—1724; 1727) - Дудик Матвій (1712; 1719) - Урсул Василь (1714, н.) - Сухопара Павло (1717) - Муравей Клим (1718—1720) - Лавренко Кирило (1723; 1725—1726) - Синьоок Андрій (1724) | - Онисько Андрій (1725) - Бутенко Леонтій (1729—1732; 1735) - Михайлович Григорій (1730; 1735—1736) - Логвин Кирило (1730—1732) - Грищенко Іван (1731) - Василевич Зиновій (1732; 1734) - Котляренко Григорій Іванович (1737—1769) - Логвиненко Григорій (1739, н.) - Романов Іван (1745, н.) - Моісеєнко Федір (1772—1782) |

## Населені пункти
Анастасіївський хутір; Антипівка, село; Богуславець, село; Бойківщина, хутір; Великий хутір; Вільхи, село; Вознесенське, село; Драбівці, село; Драбовий хутір; Дунінова Гребля, слобідка; Золотоноша, містечко; Ісаєвий хутір; Ковтуни, село; Котлюбівський хутір; Липове, село; Липівське, село; Лукашівка, слобідка; Михайлівський хутір; Мицалівка, село; Сабадашівський хутір; Сеньківці, село; Синеоківка, село; Синювківка, село; Слобідка на Золотоноші; Слюжчина Слобідка, село; Хрущівка, слобідка;
хутори — Бутенка Леска, абшитованого козака; Винника Матвія; Деркача Андрія, бунчукового товариша; Деркача Корнія, військового товариша; Іваненка Михайла, бунчукового товариша; Карповича Павла, компанійського полкового підосавула; Коновала Левка; Красногорського монастиря; Лазаревича, ліплявського сотника; Леонтовича Костянтина, золотоніського сотника; Леонтовича Павла, компанійського полкового писаря; Лісеневича, полкового судді; Макарівського Івана, значкового товариша; Манжака Федора, значкового товариша; Мелеся Василя, компанійського обозного; Мехеди Тимка, значкового товариша; Моцюка, полкового хорунжого; Неверовського Івана, значкового товариша; Новицького Івана, золотоніського священика; Павлова Григорія, компанійського полковника; Прохоровича Дмитра, бунчукового товариша; Стеблинського Стефана, антипівського священика; Тарасевича Євстафія, бунчукового товариша; Терлецького Сави, військового товариша; Товбича Йосипа, значкового товариша; Томари Степана, бунчукового товариша; Шведина Андрія, абшитованого козака; Щербака Романа, значкового товариша; Ярошенка Феська, значкового товариша.
У «Генеральному описі Малоросії» 1765—1769 pp. до сотні вписано також нові хутори та такі села, як Горбані, Грабовець, Деркачівка, Капустинці, Кривоносівка, Кудрівщина, Ольхівці, Пологи, Служчина Слобідка, Соснівка, Стовпяги, Циблі, містечко Ліпляве і слободу Мелесівку.

## Опис Золотоніської сотні
За описом Київського намісництва 1781 року наявні наступні дані про кількість сіл та населення Золотоніської сотні напередодні ліквідації:
| Населені пункти Золотоніської сотні                                 | Дворян і шляхетства | Різночинців | Духовенства | Церковників | Греків | Хат              | Хат                   | Хат   | Хат                                        | Хат                                                           | Всього | Всього                             |
| Населені пункти Золотоніської сотні                                 | Дворян і шляхетства | Різночинців | Духовенства | Церковників | Греків | козаків виборних | козаків підпомічників | міщан | посполитих коронних, в тому числі рангових | посполитих власницьких, різночинських і козацьких підсусідків | хат    | за останньою 1764 року ревізії душ |
| ------------------------------------------------------------------- | ------------------- | ----------- | ----------- | ----------- | ------ | ---------------- | --------------------- | ----- | ------------------------------------------ | ------------------------------------------------------------- | ------ | ---------------------------------- |
| містечко Золотоноша                                                 | 26                  | 57          | 12          | 2           | —      | 109              | 143                   | —     | 51                                         | 289                                                           | 592    | —                                  |
| село Липівське                                                      | —                   | 2           | 1           | 1           | —      | 39               | 9                     | —     | 18                                         | 3                                                             | 69     | —                                  |
| село Вільхи                                                         | —                   | 1           | 1           | —           | —      | —                | —                     | —     | 28                                         | 3                                                             | 31     | —                                  |
| село Ковтуни                                                        | 2                   | 29          | 2           | 1           | —      | 19               | 65                    | —     | 13                                         | 44                                                            | 141    | —                                  |
| село Миколаївка                                                     | —                   | —           | 1           | —           | —      | 11               | 8                     | —     | —                                          | 24                                                            | 43     | —                                  |
| село Ільвівка                                                       | 1                   | —           | 1           | 1           | —      | —                | —                     | —     | —                                          | 30                                                            | 30     | —                                  |
| слобода Михайлівщина                                                | —                   | —           | —           | —           | —      | —                | —                     | —     | —                                          | 65                                                            | 65     | —                                  |
| село Драбів                                                         | —                   | —           | 1           | —           | —      | —                | —                     | —     | —                                          | 162                                                           | 162    | —                                  |
| слобода Дунинівка                                                   | —                   | —           | —           | —           | —      | —                | —                     | —     | —                                          | 113                                                           | 113    | —                                  |
| село Антоновкѣ                                                      | 1                   | 3           | 1           | 2           | —      | 65               | 141                   | —     | —                                          | 68                                                            | 274    | —                                  |
| село Мицалівка                                                      | —                   | 2           | 1           | —           | —      | 21               | 14                    | —     | —                                          | 61                                                            | 96     | —                                  |
| село Сеньківці                                                      | —                   | 6           | 1           | 1           | —      | 19               | 15                    | —     | 15                                         | 43                                                            | 87     | —                                  |
| село Драбівці                                                       | —                   | 8           | 2           | —           | —      | 73               | 51                    | —     | 35                                         | 51                                                            | 210    | —                                  |
| слобідка Великохуторянська                                          | —                   | —           | —           | —           | —      | —                | —                     | —     | —                                          | 63                                                            | 63     | —                                  |
| село Великий Хутір                                                  | —                   | —           | 2           | —           | —      | —                | —                     | —     | —                                          | 99                                                            | 99     | —                                  |
| слобода Колоністів                                                  | —                   | —           | 1           | 1           | —      | —                | —                     | —     | 69                                         | —                                                             | 69     | —                                  |
| селище Богуславець                                                  | 1                   | —           | —           | —           | —      | 35               | 2                     | —     | —                                          | 30                                                            | 67     | —                                  |
| село Вознесенське                                                   | —                   | —           | 1           | 2           | —      | —                | —                     | —     | —                                          | 96                                                            | 96     | —                                  |
| селище Синьооківка                                                  | 2                   | 1           | —           | —           | —      | —                | 8                     | —     | —                                          | 44                                                            | 52     | —                                  |
| селище Хрущівка                                                     | —                   | —           | —           | —           | —      | —                | —                     | —     | —                                          | 50                                                            | 50     | —                                  |
| селище Кривоносівка                                                 | —                   | —           | —           | —           | —      | —                | —                     | —     | —                                          | 62                                                            | 62     | —                                  |
| село Лукашівка                                                      | 1                   | —           | 1           | 1           | —      | —                | —                     | —     | —                                          | 96                                                            | 96     | —                                  |
| село Деркачівка                                                     | —                   | 3           | 2           | 1           | —      | 28               | —                     | —     | —                                          | 97                                                            | 125    | —                                  |
| селище Башковщинѣ                                                   | —                   | —           | —           | —           | —      | —                | —                     | —     | —                                          | 59                                                            | 59     | —                                  |
| 1. хутір майора Леонтовича                                          | —                   | —           | —           | —           | —      | —                | —                     | —     | —                                          | 17                                                            | 17     | —                                  |
| 2. хутір судді полковогоа Леонтовича                                | —                   | —           | —           | —           | —      | —                | —                     | —     | —                                          | 2                                                             | 2      | —                                  |
| 3. хутір прапорщика Рецотового                                      | —                   | —           | —           | —           | —      | —                | —                     | —     | —                                          | 2                                                             | 2      | —                                  |
| 4. хутір генерал-поручника Дарагана                                 | —                   | —           | —           | —           | —      | —                | —                     | —     | —                                          | 1                                                             | 1      | —                                  |
| 5. хутір священика Мовицького                                       | —                   | —           | —           | —           | —      | —                | —                     | —     | —                                          | 1                                                             | 1      | —                                  |
| 6. хутір сотника Лукашевича                                         | —                   | —           | —           | —           | —      | —                | —                     | —     | —                                          | 1                                                             | 1      | —                                  |
| 7. хутір сотника Петрова і вдови Голубової                          | —                   | —           | —           | —           | —      | —                | —                     | —     | —                                          | 13                                                            | 13     | —                                  |
| 8. хутір обозного полк. Моцока                                      | —                   | —           | —           | —           | —      | —                | —                     | —     | —                                          | 4                                                             | 4      | —                                  |
| 9. хутір бунчукового т. Томари                                      | —                   | —           | —           | —           | —      | —                | —                     | —     | —                                          | 2                                                             | 2      | —                                  |
| 10. хутір козаків Галатъ                                            | —                   | —           | —           | —           | —      | 4                | —                     | —     | —                                          | 1                                                             | 5      | —                                  |
| 11. хутір хорунжого полк. Жили                                      | —                   | —           | —           | —           | —      | —                | —                     | —     | —                                          | 11                                                            | 11     | —                                  |
| 12. хутір вдови-полковнички Меєрши                                  | —                   | —           | —           | —           | —      | —                | —                     | —     | —                                          | 5                                                             | 5      | —                                  |
| 13. хутір бунчукового т. Лизогуба                                   | —                   | —           | —           | —           | —      | —                | —                     | —     | —                                          | 8                                                             | 8      | —                                  |
| 14. хутір полковника Іваненка і колезького асесора Каневського      | —                   | —           | —           | —           | —      | —                | —                     | —     | —                                          | 23                                                            | 23     | —                                  |
| 15. хутір генерал-поручника Дарагана                                | —                   | —           | —           | —           | —      | —                | —                     | —     | —                                          | 9                                                             | 9      | —                                  |
| 16. хутори сотника і військових товаришів 17. Неверовських          | —                   | —           | —           | —           | —      | —                | —                     | —     | —                                          | 17                                                            | 17     | —                                  |
| 18. хутір бунчукового т. Томари                                     | —                   | —           | —           | —           | —      | —                | —                     | —     | —                                          | 6                                                             | 6      | —                                  |
| 19. хутір майора Ашаніна                                            | 1                   | —           | —           | —           | —      | —                | —                     | —     | —                                          | 13                                                            | 13     | —                                  |
| 20. хутір бунчукового т. Гайворонського                             | —                   | —           | —           | —           | —      | —                | —                     | —     | —                                          | 3                                                             | 3      | —                                  |
| 21. хутір полковника Товбичева                                      | —                   | —           | —           | —           | —      | —                | —                     | —     | —                                          | 1                                                             | 1      | —                                  |
| 22. хутір сотника Лукашевича                                        | —                   | —           | —           | —           | —      | —                | —                     | —     | —                                          | 3                                                             | 3      | —                                  |
| 23. хутір сотника Дарагана                                          | —                   | —           | —           | —           | —      | —                | —                     | —     | —                                          | 2                                                             | 2      | —                                  |
| 24. хутір священика Петрашевича                                     | —                   | —           | —           | —           | —      | —                | —                     | —     | —                                          | 5                                                             | 5      | —                                  |
| 25. хутір поручника Саранчі з братом                                | 1                   | 1           | —           | —           | —      | —                | 4                     | —     | —                                          | 6                                                             | 10     | —                                  |
| 26. хутір володіння коронного                                       | —                   | —           | —           | —           | —      | —                | —                     | —     | 5                                          | —                                                             | 5      | —                                  |
| 27. хутір хоружого Верещаки                                         | —                   | 1           | —           | —           | —      | —                | —                     | —     | —                                          | 1                                                             | 1      | —                                  |
| 28. хутір козаків Пилипенків                                        | —                   | —           | —           | —           | —      | 4                | —                     | —     | —                                          | 1                                                             | 5      | —                                  |
| 29. хутір судді земського Андрієвського                             | —                   | —           | —           | —           | —      | —                | —                     | —     | —                                          | 1                                                             | 1      | —                                  |
| 30. хутір отамана Носенка жінки                                     | —                   | 1           | —           | —           | —      | —                | —                     | —     | —                                          | 1                                                             | 1      | —                                  |
| 31. хутір хоружого і козака Носенків                                | —                   | 1           | —           | —           | —      | 3                | —                     | —     | —                                          | 4                                                             | 7      | —                                  |
| 32. хутір хоружого Павла і козаків Носенків                         | —                   | 1           | —           | —           | —      | 1                | —                     | —     | —                                          | —                                                             | 1      | —                                  |
| 33. хутір козака Копила                                             | —                   | —           | —           | —           | —      | 1                | —                     | —     | —                                          | —                                                             | 1      | —                                  |
| 34. хутір козаків Пилипенків                                        | —                   | —           | —           | —           | —      | 3                | —                     | —     | —                                          | 2                                                             | 5      | —                                  |
| 35. хутір козаків Ювженка і Піліпінка                               | —                   | —           | —           | —           | —      | 5                | —                     | —     | —                                          | —                                                             | 5      | —                                  |
| 36. хутір козаків Собценків і Тулубенків                            | —                   | —           | —           | —           | —      | 5                | —                     | —     | —                                          | —                                                             | 5      | —                                  |
| 37. хутір козаків Побиванців                                        | —                   | —           | —           | —           | —      | 5                | —                     | —     | —                                          | —                                                             | 5      | —                                  |
| 38. хутір Красногірського золотоніського монастиря                  | —                   | —           | —           | —           | —      | —                | —                     | —     | —                                          | 1                                                             | 1      | —                                  |
| 39. хутір полковника Товбичева і писаря Кононовича                  | —                   | —           | —           | —           | —      | —                | —                     | —     | —                                          | 21                                                            | 21     | —                                  |
| 40. хутір бунчукового т. Гайворонського                             | —                   | —           | —           | —           | —      | —                | —                     | —     | —                                          | 24                                                            | 24     | —                                  |
| 41. хутір обозної Каневської                                        | —                   | —           | —           | —           | —      | —                | —                     | —     | —                                          | 6                                                             | 6      | —                                  |
| 42. хутір бунчукового т. Ільяшенка                                  | —                   | —           | —           | —           | —      | —                | —                     | —     | —                                          | 4                                                             | 4      | —                                  |
| 43. хутір колезького асесора і військового т. Каневського           | —                   | —           | —           | —           | —      | —                | —                     | —     | —                                          | 12                                                            | 12     | —                                  |
| 44. хутори поручника Іваненка 45. з братами                         | —                   | —           | —           | —           | —      | —                | —                     | —     | —                                          | 12                                                            | 12     | —                                  |
| 46. хутір бунчукового т. Бѣлухи                                     | —                   | —           | —           | —           | —      | —                | —                     | —     | —                                          | 8                                                             | 8      | —                                  |
| 47. хутір вищеписаних Іваненків                                     | —                   | —           | —           | —           | —      | —                | —                     | —     | —                                          | 8                                                             | 8      | —                                  |
| 48. хутір того ж Бѣлухи                                             | —                   | —           | —           | —           | —      | —                | —                     | —     | —                                          | 17                                                            | 17     | —                                  |
| 49. Два хутори майора і судді полкового Леонтовичів                 | —                   | —           | —           | —           | —      | —                | —                     | —     | —                                          | 21                                                            | 21     | —                                  |
| 50. хутір того ж Бѣлухи                                             | —                   | —           | —           | —           | —      | —                | —                     | —     | —                                          | 3                                                             | 3      | —                                  |
| 51. хутір козаків Величків Замѣни і Рудя                            | —                   | —           | —           | —           | —      | 6                | —                     | —     | —                                          | —                                                             | 6      | —                                  |
| 52. хутір судді полкового Леонтовича                                | —                   | —           | —           | —           | —      | —                | —                     | —     | —                                          | 1                                                             | 1      | —                                  |
| 53. хутір майора Іваненка                                           | —                   | —           | —           | —           | —      | —                | —                     | —     | —                                          | 27                                                            | 27     | —                                  |
| 54. хутір козаків Зорей і Андрейка                                  | —                   | —           | —           | —           | —      | 16               | —                     | —     | —                                          | 2                                                             | 18     | —                                  |
| 55. хутір козаків Гриненків                                         | —                   | —           | —           | —           | —      | —                | 2                     | —     | —                                          | —                                                             | 2      | —                                  |
| 56. хутір козаків Шереметів                                         | —                   | —           | —           | —           | —      | 1                | —                     | —     | —                                          | —                                                             | 1      | —                                  |
| 57. хутір Красногірського монастиря                                 | —                   | —           | —           | —           | —      | —                | —                     | —     | —                                          | 30                                                            | 30     | —                                  |
| 58. хутір володіння короного                                        | —                   | —           | —           | —           | —      | —                | —                     | —     | 8                                          | —                                                             | 8      | —                                  |
| 59. хутір козаків Петруш                                            | —                   | —           | —           | —           | —      | 2                | —                     | —     | —                                          | —                                                             | 2      | —                                  |
| 60. хутір осавула пол. Карпова                                      | 1                   | —           | —           | —           | —      | —                | —                     | —     | —                                          | 5                                                             | 5      | —                                  |
| 61. хутір протопопи Стеблинського                                   | —                   | —           | —           | —           | —      | —                | —                     | —     | —                                          | 11                                                            | 11     | —                                  |
| 62. хутір того ж протопопи і козака Ведмедя                         | —                   | —           | —           | —           | —      | 1                | —                     | —     | —                                          | 4                                                             | 5      | —                                  |
| 63. хутір козаків Пасенків і Ткаченків                              | —                   | —           | —           | —           | —      | 5                | —                     | —     | —                                          | 1                                                             | 6      | —                                  |
| 64. хутір бунчукового т. Максимовича                                | —                   | —           | —           | —           | —      | —                | —                     | —     | —                                          | 7                                                             | 7      | —                                  |
| 65. хутір козаків Перетянків і Сенїовъ                              | —                   | —           | —           | —           | —      | 3                | —                     | —     | —                                          | 1                                                             | 4      | —                                  |
| 66. хутір Красногірського монастиря і бунчукового т. Гайворонського | —                   | —           | —           | —           | —      | —                | —                     | —     | —                                          | 4                                                             | 4      | —                                  |
| Всього у сотні Золотоніській                                        | 37                  | 117         | 31          | 13          | —      | 479              | 462                   | —     | 242                                        | 2048                                                          | 3231   | 6789                               |